# Phiona Mutesi
Phiona Mutesi (Kampala, 1996) es una jugadora de ajedrez de Uganda. Con tan solo 14 años, se convirtió en un Candidato a Maestro (CM) después de sus actuaciones en la Olimpiada de Ajedrez de 2010.

## Biografía
Phiona Mutesi nació en 1996 en Katwe, el barrio marginal más grande en Kampala, capital de Uganda. Cuando tenía 3 años, su padre murió de SIDA, y su hermana murió poco después por causas desconocidas.
Según informaba el diario El País en 2006, cuando Mutesi tenía diez años, estaba buscando comida con su hermano en las calles de la ciudad africana. Fue en ese momento en el que conoció a Robert Katende, ingeniero civil y exfutbolista, que desde 2004 se ocupaba a través del programa Sports Outreach Institute a alimentar a los niños a cambio de aprender a jugar al ajedrez.  
Al cabo de solo cuatro años en el deporte, Mutesi llegó a su primera Olimpiada de Ajedrez en 2010. Fue la primera ugandesa en ganar tres campeonatos femeninos consecutivos, y a los 15 años hizo su debut en una Olimpíada de Ajedrez; la 39.ª con sede en Siberia (Rusia). Phiona repetiría su experiencia en las siguientes olimpíadas, en Estambul 2012, Tromso 2014 y Bakú 2016, sumando nuevas victorias y más amistades.
En 2012, se convirtió en la primera mujer de Uganda para tener el título de Woman Candidate Master (WCM) de ajedrez, primera certificación entregado a los jugadores después de una serie de buenos resultados en competiciones internacionales. Esta historia llamó la atención del periodista Tim Crothers, que escribió el libro The Queen of Katwe: A Story of Life, Chess, and One Extraordinary Girl’s Dream of Becoming a Grandmaster, cuyos derechos de adaptación de la película fueron adquiridos por Walt Disney Pictures el mismo año. Phiona Mutesi tiene 2 hermanos menores y una hermana mayor. 
En 2013 se convirtió en la primera mujer que ganó el Campeonato Nacional Juvenil de ajedrez en Uganda, y un año después, en 2014 representó a su país en la Olimpiada de Ajedrez celebrada en Noruega.
En septiembre de 2016, se estrenó la película Queen of Katwe que cuenta la historia de Phiona.
Desde 2017 vive en Seattle, Washington USA, se graduó de licenciada en Administración de Empresas y Finanzas en la Northwest University de Kirkland, Washington. Además dicta ponencias sobre resiliencia, inspiración, superación y búsqueda de oportunidades.
El caso Mutesi provocó una revolución en el ajedrez de Uganda; surgieron más niñas para practicarlo lo que provocó la creación de más competencias femeninas. Los niños también quisieron seguir los pasos de Phiona, lo que permitió la fundación de “SOM Chess Academy” que dirige el mismo Robert Katende y asiste a 1300 jóvenes.

## Libros y películas biográficos
- 2012 - The Queen of Katwe: A Story of Life, Chess, and One Extraordinary Girl’s Dream of Becoming a Grandmaster, Tim Crothers.
- 2016 - Queen of Katwe (Madina Nalwanga)